# Wesołówka (Basse-Silésie)
Pour les articles homonymes, voir Wesołówka.
Wesołówka est une localité polonaise de la gmina de Siekierczyn, située dans le powiat de Lubań en voïvodie de Basse-Silésie.